# Annonstavla

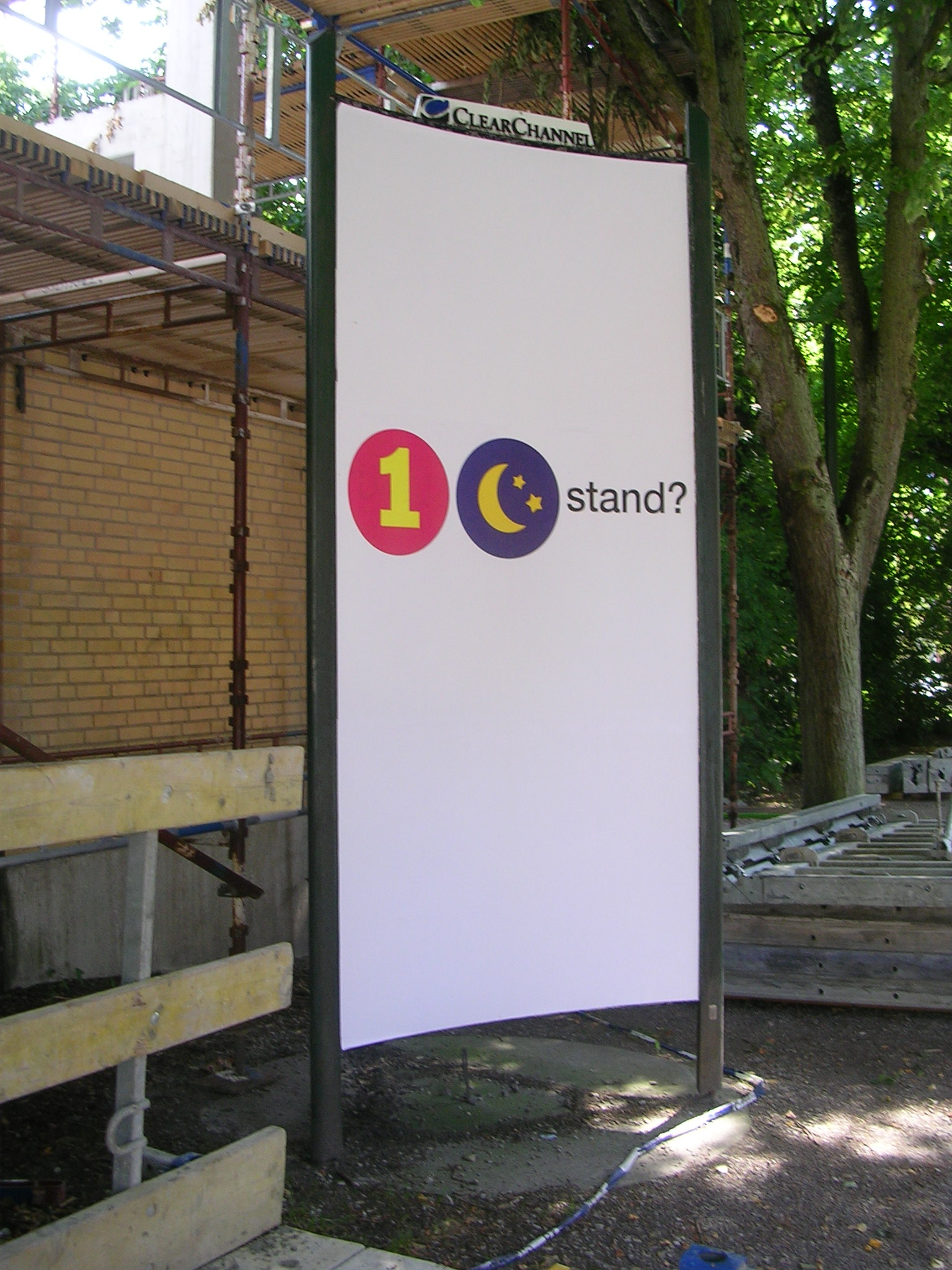
En reklampelare av enklare modell, placerad i Lund.

En annonstavla (även reklampelare, engelska billboard), är en större skylt placerad utomhus där mycket folk passerar, till exempel på gator, torg och längs motorvägar. Annonstavlorna visar stora annonser för förbipasserande och är en typ av utomhusreklam.
Även rundade reklamställningar och varianter med flera ytor finns. De rundade inkluderar i vissa fall en pissoar. Reklam på en annonspelare bokas genom företaget som äger pelarna; exempel på ett sådant företag är JCDecaux.